# Nora Heroum
Nora Heroum, née le 20 juillet 1994 à Helsinki (Finlande), est une footballeuse internationale finlandaise jouant au poste de milieu de terrain à Unione Calcio Sampdoria.

## Biographie
Nora Heroum naît à Helsinki en Finlande. Sa mere est finlandaise et son pere est marocain .

### Carrière en club
Nora Heroum est formée au FC Viikingit avant de faire ses débuts professionnels au HJK Helsinki, club de sa ville natale. Elle joue dans plusieurs clubs dont le FC Honka, l'Åland United et le Fortuna Hjørring.
En 2017, elle est transférée en Italie et porte les couleurs du Brescia Calcio ainsi que celui de l'AC Milan.

### Carrière internationale
Heroum dispute sa première sélection officielle le 22 mai 2012 lors d’un match face à la Belgique. À l'occasion de l'Euro 2013 féminin, elle fait partie des 23 joueuses finlandaises sélectionnées. Âgée seulement de dix huit ans, elle est alors la plus jeune sélectionnée de l'équipe.